# Piotr Pytel
Piotr Jaromir Pytel (ur. 4 kwietnia 1967 w Krakowie) – polski oficer służb specjalnych, generał brygady Wojska Polskiego, w latach 2014–2015 szef Służby Kontrwywiadu Wojskowego.

## Życiorys
Ukończył studia z zakresu psychologii na Wydziale Filozoficznym Uniwersytetu Jagiellońskiego. Od 1994 do 1999 roku pełnił służbę w Urzędzie Ochrony Państwa, kończąc w 1998 roku kurs oficerski Urzędu Ochrony Państwa. W 1999 roku odszedł z Urzędu Ochrony Państwa. W latach 1999–2003 był głównym specjalistą w Regionalnym Inspektoracie Celnym w Krakowie w Generalnym Inspektoracie Celnym.
W latach 2003–2008 służył w Agencji Bezpieczeństwa Wewnętrznego. W lipcu 2008 roku rozpoczął służbę w Służbie Kontrwywiadu Wojskowego; sprawował następujące funkcje: naczelnika Wydziału Współpracy Międzynarodowej w Gabinecie Szefa Służby Kontrwywiadu Wojskowego, zastępcy dyrektora w Gabinecie Szefa Służby Kontrwywiadu Wojskowego oraz dyrektora Zarządu Operacyjnego Służby Kontrwywiadu Wojskowego (od stycznia 2011 roku). W październiku 2013 roku został pełniącym obowiązki szefa Służby Kontrwywiadu Wojskowego, natomiast w styczniu 2014 roku Prezes Rady Ministrów Donald Tusk powołał go na stanowisko szefa Służby Kontrwywiadu Wojskowego. Posiadał wówczas stopień pułkownika. 2 kwietnia 2015 roku prezydent Bronisław Komorowski mianował go na stopień generała brygady. W listopadzie 2015 roku został odwołany z funkcji szefa Służby Kontrwywiadu Wojskowego.

## Życie prywatne
Jest żonaty, ma córkę.

## Odznaczenia
- Brązowy Krzyż Zasługi[1]
- Brązowy Medal „Za zasługi dla obronności kraju”[1]
- Medal Kontrwywiadu Wojskowego III stopnia – Słowacja
- Medal Pamiątkowy Ministra Obrony Republiki Słowackiej I stopnia – Słowacja
- Medal Służby Wywiadu Wojskowego III stopnia – Słowacja